# Cooking with Paris
Cooking with Paris é um reality show de culinária americano apresentado por Paris Hilton. O programa foi lançado em 4 de agosto de 2021, na Netflix.

## Elenco
- Paris Hilton

### Convidados
- Kim Kardashian West
- Nikki Glaser
- Demi Lovato
- Saweetie
- Lele Pons
- Kathy Hilton
- Nicky Hilton Rothschild

## Produção
Em 27 de julho de 2021, a Netflix anunciou um reality show de cozinha de seis episódios apresentada por Paris Hilton. O programa terá produção executiva de Hilton da Slivington Manor Entertainment e Aaron Saidman, Eli Holzman e Rebecca Hertz da The Intellectual Property Corporation.

## Lançamento
Em 27 de julho de 2021, a Netflix lançou um trailer da série de seis episódios, com data de lançamento em 4 de agosto de 2021.

## Resposta crítica
A série recebeu críticas negativas da crítica. No site agregador de críticas Rotten Tomatoes, tem um índice de aprovação de 27%, enquanto o Metacritic, que usa uma média ponderada, atribuiu uma pontuação de 31 de 100 com base em 9 críticos, indicando "análises geralmente desfavoráveis". Jordan Julian, do The Daily Beast, afirmou que o programa é "uma perda superproduzida. [...] Ela parece estar tentando canalizar sua personalidade estúpida e perpetuamente entediada do The Simple Life, mas agora que sabemos que isso foi apenas um personagem, parece forçado." Escrevendo para a Variety, Daniel D'Addario disse: "O problema, para Hilton, é que Cooking With Paris é um desastre — uma sessão totalmente desagradável que muitos telespectadores irão desligar antes que o primeiro episódio termine." Lucy Mangan, do The Guardian, considerou que "Tudo fica mais estranho à medida que avança. Não é (apenas) que Hilton tenha apenas quatro frases à sua disposição ("Tão bom", "Tão bombástico", "Insano", "Tão fofo"), mas que ela é uma presença mortal."